# M.F.A
M.F.A (i USA skriven som M.F.A., en förkortning av "Master of Fine Arts") är en amerikansk thrillerfilm från 2017 i regi av Natalia Leite, samt skriven av Leah McKendrick. I filmen medverkar Francesca Eastwood, Clifton Collins Jr., Leah McKendrick, Peter Vack, David Huynh, Marlon Young, David Sullivan, Michael Welch och Mike Manning. Filmen släpptes av Dark Sky Films den 13 oktober 2017.

## Handling
Noelle är en introvert konststudent från Kalifornien, som försöker hitta sin egen röst. En dag får hon en inbjudan till en fest av en stilig klasskamrat hon är kär i. På festen blir hon utsatt för sexuella övergrepp av klasskamraten. Dagen efter konfronterar hon sin våldtäktsman, men råkar av misstag döda honom. Hon försöker sedan att skaka av sig detta och agera så normalt som möjligt. Men hon inser att det finns många andra tjejer och kvinnor som har fallit offer för samma hemska saker som hon har fått genomlida och bestämmer för att ta hämnd på alla dessa män, som på ett eller annat sätt har gett sig på och våldtagit kvinnor.

## Rollista
| Francesca Eastwood  | – Noelle         |
| Clifton Collins Jr. | – Kennedy        |
| Leah McKendrick     | – Skye           |
| Peter Vack          | – Luke           |
| David Huynh         | – Shane          |
| Marlon Young        | – Professor Rudd |
| David Sullivan      | – Cavanaugh      |
| Michael Welch       | – Mason          |
| Mike Manning        | – Jeremiah       |
| Andrew Caldwell     | – Ryder          |
| Kyler Pettis        | – Conor          |

## Släpp
Filmen hade premiär på filmfestivalen South by Southwest den 13 mars 2017. Den 8 juni 2017 valde distributionsföretaget Dark Sky Films att förvärva alla distributionsrättigheter till filmen. Filmen släpptes sedan av det tidigare nämnda distributionsföretaget, den 13 oktober 2017.